# Сущёво (Москва)
Сущёво — старинное село на реке Неглинная, позже вошедшее в состав Москвы. Топоним сохранился в названиях московских улиц: Сущёвский Вал, Сущёвская улица, Сущёвский переулок, Сущёвский тупик, Новосущёвская улица, Новосущёвский переулок.

## Местоположение села
Село Сущёво располагалось на правом берегу реки Неглинная.

## Происхождение названия
Название села связано с некалендарным личным именем Сущ, отчеством Сущов (сравните Онкудин Сущ и Степашка Сущов в грамоте 1495 г.).

## История
Оно впервые упоминается в 1433 году.
Сельцо Сущёво перешло к московским князьям: в своём завещании в 1461 года Василий Тёмный записал: «А сына своего Ондрея благословляю, даю ему… у Москвы село Сущевъское и з дворы з городскими, что к нему потягли». Судя по последним словам о городских дворах, село уже тогда вошло в состав города. Позднее тут находились две чёрные слободы: Старая и Новая Сущевские. Они были небольшими — так, в последней из них в 1632 году насчитывался только 21 двор.
После отсыпки Камер-Коллежского вала в 1740-х годах Сущёвские слободы вошли в черту Москвы. В начале XX века на месте заключённой в трубу реки Неглинной проложена Новосущёвская улица. В декабре 1905 года на Сущёвской, Пименовской (Краснопролетарской), Палихе и Селезнёвской улицах шли баррикадные бои. Летом 1917 года Сущёво вошло в состав Сущёвско-Марьинского района.